# Derde jaarlijkse conferentie van de G7
De derde conferentie van de G7, was de derde jaarlijkse bijeenkomst van de G7 (heden:G8), de groep van rijkste industrielanden. De conferentie vond plaats in Londen in het Verenigd Koninkrijk op 7 en 8 mei 1977 en werd voorgezeten door de Britse eerste minister James Callaghan. Het was de eerste G8-top waarop de Europese Gemeenschap (heden: EU) vertegenwoordigd was.

## Context en locatie

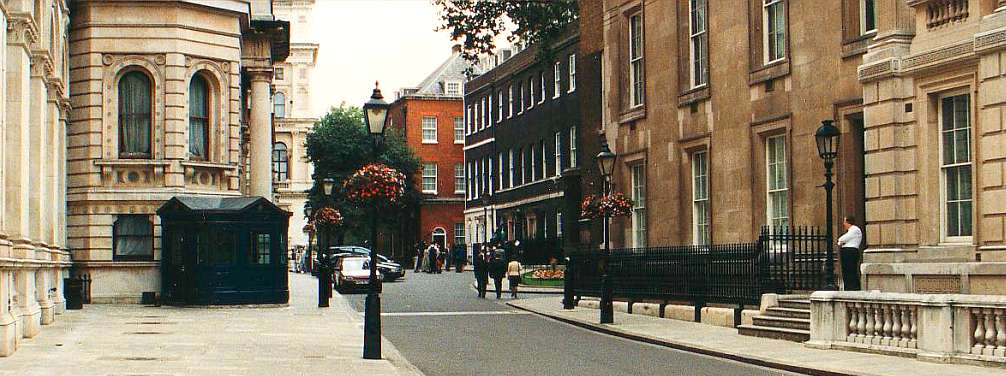
Downing Street

Vanaf 1977 zou bij elke G8-topconferentie een delegatie van de Europese Gemeenschap deelnemen. De Europese Gemeenschap werd daarbij niet gezien als een volwaardig lid, maar zou officieel louter als waarnemer aanwezig zijn bij de gesprekken. De leiding van deze waarnemersdelegatie zou genomen worden door de voorzitter van de Europese Commissie. Later zou hier ook de voorzitter van de Europese Raad aan toegevoegd worden.
De conferentie vond plaats in Downing Street, het politieke centrum van het Verenigd Koninkrijk.

## Aanwezigen

### Permanente leden van de G7
- Canada: Minister-president Pierre Trudeau
- Frankrijk: President Valéry Giscard d'Estaing
- Bondsrepubliek Duitsland: Bondskanselier Helmut Schmidt
- Italië: Eerste minister Giulio Andreotti
- Japan: Minister-president Takeo Fukuda
- Verenigd Koninkrijk: Eerste minister James Callaghan
- Verenigde Staten: President Jimmy Carter

### Genodigden
- Europese Gemeenschap: Voorzitter van de Europese Commissie Roy Jenkins

## Agenda
De conferentie resulteerde in het opstellen van de "Downing Street Summit Declaration".
In deze verklaring werden de doelstellingen van de vorige bijeenkomsten herhaald: Het streven naar multilaterale samenwerking op economisch vlakken, zowel tussen landen van de G7 als met andere landen en het werken aan oplossingen voor economische problemen die globaal voorkomen, zoals werkloosheid en inflatie. Thema's zoals internationale handel, ontwikkelingshulp en het energievraagstuk, stonden ook dit jaar op de agenda.

### Economische stabiliteit
De groep van 7 verbindt er zich met oog op dit doel toe om internationale financiële organisaties, zoals het IMF, van voldoende middelen te voorzien om landen te ondersteunen in hun streven naar een stabiel economisch beleid. Dit moet landen in moeilijkheden, in het bijzonder door de onrust op de oliemarkt, een duwtje in de rug geven om de orde in de nationale economie terug te herstellen.

### Internationale handel
Daarnaast verbinden de landen zich er ook toe om maatregelen te nemen om internationale handel te versterken en protectionisme tegen te gaan. De G8 verbindt er zich toe belangrijke stappen te zetten op enkele cruciale vlakken die verband houden met tolheffing op internationale handel:
- Een substantiële verlaging van de tarieven van tolheffing met als doel een harmonisering van de internationale handel
- Overeenkomsten, regels en maatregelen die de harmonisering van de internationale handel vergemakkelijken en het opwerpen van nieuwe handelsbarrières bemoeilijken. Deze regels worden verondersteld de benodigde structurele veranderingen op macro-economisch vlak in rekenschap te nemen.
- Overeenkomsten op het gebied van landbouw die de toename en stabilisering van de handel in landbouwproducten moet bevorderen en de voedselbevoorrading van de gehele wereld moet garanderen.

Bij deze werkpunten wordt er wel vrijheid gelaten aan de individuele landen om zich te houden aan eerder gemaakte overeenkomsten om de economische activiteit niet te verstoren.

### Energie
Op vlak van energie verklaren de landen te streven naar een diversificatie van energiebronnen en een rationeel energiebeleid. De G8-landen uiten hun lof aan de landen die hebben gewerkt aan een zuiniger energiebeleid. De landen stellen zich tot doel de energievoorziening van de wereld veilig te stellen en kernenergie zo ruim mogelijk beschikbaar te stellen. Tegelijk wordt er gewaarschuwd voor een te grote verspreiding van nucleair materiaal dat gebruikt wordt voor het opwekken van kernenergie, maar dat tegelijk gevaren kan inhouden voor toekomstige generaties en bovendien gebruikt kan worden voor het aanmaken van kernwapens.

### Ontwikkelingshulp
De steun aan ontwikkelingslanden wordt nog verder verhoogd. Naast financiële steun via het Internationaal Monetair Fonds (2 miljard dollar), de International Development Association (een onderdeel van de Wereldbank) (8 miljard dollar), de OPEC en het pas opgerichte International Fund for Agricultural Development worden door de G8-landen nog andere doelstellingen vooropgesteld:
- De toename aan materiële steun aan de ontwikkelingslanden, in het bijzonder aan de 800 miljoen armste mensen. Tegelijk worden ook maatregelen genomen om de steun efficiënter te maken.
- De toegang voor ontwikkelingslanden tot internationale financiële steun vergemakkelijken.
- De ondersteuning van organisaties zoals de Wereldbank en streven naar de verhoging van hun budgetten.
- De voorwaarden scheppen die de duurzame ontwikkeling waar de derde wereld nood aan heeft, mogelijk maakt.
- Onderhandelen over maatregelen met oog op de stabilisering van de prijs van consumptiegoederen in ontwikkelingslanden, alsook de opbrengsten uit export.
- Streven naar vrije toegang voor producten uit ontwikkelingslanden tot de markten in industrielanden.

De landen van de COMECON worden uitgenodigd om gelijkaardige inspanningen te leveren.